# Daniela Schreiber
Daniela Schreiber (Dessau, 26 giugno 1989) è un'ex nuotatrice tedesca.

## Palmarès
- Mondiali

Roma 2009: argento nella 4x100m sl e bronzo nella 4x100m misti.
Shanghai 2011: bronzo nella 4x100m sl.
- Europei

Budapest 2010: oro nella 4x100m sl e bronzo nella 4x100m misti.
Debrecen 2012: oro nella 4x100m sl e nella 4x100m misti e bronzo nei 100m sl.
- Europei in vasca corta

Fiume 2008: bronzo nella 4x50m sl.
Istanbul 2009: bronzo nella 4x50m sl.
Eindhoven 2010: argento nella 4x50m sl.
Stettino 2011: oro nella 4x50m sl.
- Mondiali giovanili

Rio de Janeiro 2006: oro nei 50m sl e nei 100m sl, argento nella 4x100m sl e bronzo nella 4x200m sl.
- Europei giovanili

Lisbona 2004: oro nella 4x100m sl, argento nei 100m sl e nella 4x100m misti.